# Joachim Lange
Joachim Lange,  född den 26 oktober 1670 i Gardelegen, död den 7 maj 1744 i Halle, var en tysk pietistisk teolog, filolog och från 1709 professor i Halle. Han var författare av pietistiska skrifter men är mest känd för sina så kallade Halleska grammatikor, som användes vid språkundervisningen i latin och grekiska under lång tid. En av hans döttrar gifte sig med Johan Jakob Rambach.